# Blind Witness
Blind Witness foi uma banda canadense de metalcore de Granby, Quebec, formada em 2006. O grupo estava assinado com a Mediaskare Records e lançaram dois álbums de estúdio.

## História
Blind Witness foi fundada em 2005, pelo vocalista Jonathan Cabana em Granby, Quebec, juntamente com os amigos o guitarrista Pier-Luc Desroches e o baterista Kevin. Mais tarde, acrescentou o guitarrista/vocalista Maxime Lacroix e o baixista  Miguel Lepage na line-up. Em 2005, a banda começou a se apresentar em Montreal.
Em 2007, a banda assinou com a Victory/Torque Records. Em 2007, a banda lançou seu álbum primeiro álbum intitulado Silences are Words.
Enquanto escrevia seu segundo álbum, Blind Witness assinou contrato com a gravadora de música pesada Mediaskare e entrou no estúdio para gravar Nightmare on Providence Street. Lançado em 2009, o álbum foi recebido com críticas positivas, pelo Absolute Punk marcando 84 por cento e o revisor afirmando que "núcleo de metal é um dos gêneros mais odiado é de metal. Acredito que Blind Witness pode provar o que é errado para um monte de diferentes fãs de metal ".
Em setembro de 2011, foi anunciado que Jon Campbell, Maxime Lacroix, Miguel Lepage e Eric Morotti deixaram a banda. Poucos dias depois, Campbell postou em seu Facebook: "A banda não acabou  Eu, Miguel, Max e Eric pararam A banda poderia muito bem continuar com um novo line-up eu tenho certeza que algo será postado em breve... no que diz respeito à continuação da banda, mas por agora, 4 dos 5 membros se demitiram, e é isso. "Cabana teve o seguinte a dizer: "Vou manter todos informados em breve, nós viajamos muito e precisamos de algum tempo em casa eu comecei essa banda no meu porão eu mudei um monte de membros através do tempo. Max não quer mais fazer turnês, mas ele ainda quer escrever uma nova música" Poucos meses depois, Eric Morotti voltou à banda, junto com o novo guitarrista, Roy Olivier, e o baixista Francis Beaupré. Lacroix jogou seu último show com a banda em outubro, mas continuará a escrever e gravar o próximo álbum da banda. Nicolas Doiron agora tomou o lugar como o segundo guitarrista para a banda.
Em 10 de fevereiro, Blind Witness confirmou que eles estão indo para o estúdio para gravar seu próximo álbum em maio.
Em 25 de maio de 2012, a banda anuncia seu fim. O último show da banda acontecerá em Montreal, Qc, Canadá em 12 de agosto de 2012 o Heavy MTL Festival.

## Membros
Atuais
- Jonathan Cabana - Vocal,  (2005–Presente)
- Olivier Roy - Guitarra Principal (2011–Presente)
- Nicolas Doiron- Guitarra (2011-Presente)
- Eric Morotti - Bateria, Percussão (2009–Presente)
- Francis Beaupre - Baixo (2011–Presente)

Ex Membros
- Maxime Lacroix - Guitarra Principal, Vocal de Apoio (2005–2011) (Ainda na banda para a escrita da canção)
- Pier-Luc Desroches – Guitarra Principal, Vocal (2005–2009)
- Jon Campbell – Guitarra (2009–2010)
- Sonny Tremblay – Bateria (2008)
- Kevin Desroches – Bateria, Percussão (2005–2008)
- Tim Burak – Bateria (2008)
- Miguel Lepage - Baixo (2006–2010)
- Samuel Langlois - Guitarra (2005)
- Maxime Desroches - Baixo (2005)

## Discografia
- Means (Split) (2007)
- Silences Are Words (2008)
- Nightmare on Providence Street (2010)
- I Am Hell (EP) (2015)[2]

## Videografia
- "Baby, One More Notch"
- "Confessions"
- "Bleeding Blades"